# Anagni
Anagni és un municipi italià, situat a la regió del Laci i a la província de Frosinone, a la Vall Llatina. L'any 2007 tenia 21.023 habitants.
Antigament es deia Anagnia (grec antic: Ἀναγνία), i era una antiga ciutat del Laci. Era la capital o la ciutat principal dels hèrnics. Estava situada a 9 milles romanes de Ferentínum, a la vora de la via Llatina, dalt d'un turó. Virgili l'anomena «la rica Anagnia», i sens dubte tenia preeminència sobre les altres ciutats dels hèrnics. En temps de Tul·li Hostili un militar d'Anagnia, Laevus Cispius comandava una força auxiliar d'hèrnics en ajuda del rei.
El 486 aC la Lliga dels Hèrnics es va aliar a Roma però dos-cents anys després l'aliança es va trencar i va esclatar la guerra. El cònsol Quint Marci Trèmul els va derrotar ràpidament i amb facilitat l'any 306 aC. Els Fasti Capitolini diuen que el cònsol per aquest fet, va rebre un triomf. Els habitants d'Anagni van ser declarats ciutadans romans sense dret de sufragi i reduïts a la condició de prefectura, però més tard, en una data desconeguda, la ciutat va obtenir la consideració de municipi romà. Pels discursos de Ciceró, que tenia una vil·la a la ciutat, se sap que Anagni era florent. Estrabó també l'anomena una ciutat important.
Per la seva situació vora la via Llatina va estar exposada a diversos atacs. Va ser ocupada breument per Pirros, que va devastar el territori, i després per Hanníbal quan avançava de Càpua a Roma l'any 211 aC.
Al principi de l'Imperi va rebre una colònia romana per ordre de Drus Cèsar, però el seu rang colonial no el reconeix ni Plini el Vell ni les inscripcions trobades.
El seu territori era notablement fèrtil, segons diu Sili Itàlic, i la ciutat tenia magnífics temples i santuaris, que Marc Aureli descriu, juntament amb els ritus sagrats que s'hi celebraven, en una carta a Marc Corneli Frontó.

## Fills il·lustres
- Hi va néixer el general Fabi Valent, lloctinent de Vitel·li.
- Filippo Coletti (1811 – 1894) cantant d'òpera (baríton).